# Tone Peršak
Tone Peršak, slovenski politik, poslanec, režiser, teatrolog, pisatelj, * 2. januar 1947, Ločki Vrh.

## Življenjepis
Peršak je leta 1974 na ljubljanski AGRFT diplomiral iz režije ter 1980 na FF v Ljubljani še iz primerjalne književnosti. Med drugim je bil od 1980 do 1988 asistent na AGRFT ter od 1997 docent za gledališko režijo. Med leti 1970 in 1983 je režiral 20 predstav.
Leta 1988 je bil soavtor t. i. Pisateljske ustave, deloval je v Demosu. Nekaj let je bil poslanec in 1991 član ustavne komisije, soustanovitelj in 1994-1999 predsednik Demokratske stranke Slovenije (po njenem razcepu oz. vključitvi  dela v LDS) ter kandidat na predsedniških volitvah leta 1997. Leta 1999 je postal župan v Trzinu in med leti 2001-03 predsednik Društva slovenskih pisateljev, prvič v letih 2005-09 je bil (začasno spet 2020/21) predsednik Slovenskega centra PEN. Bil je državni sekretar na Ministrstvu za kulturo, 20. maja 2016 je bil imenovan za ministra za kulturo (do izteka mandata vlade v septembru 2018). Imenovan je bil tudi za častnega člana Slovenske matice.

## Literarno delo
Peršak je objavil več proznih del oz. romane
- Prehod (1982)
- Vrh: zgodba iz XIV. stoletja (1986)
- Smer Hamburg-Altona (1988)
- Sredobežnost (2008)
- Usedline (2013)
- Stanja (2016)
- Preobrazbe – življenjepis (2017, okoli 600 strani),
- Avtoštop (2021)

ter pisal gledališke (Peter in Pavel, 1988), televizijske in radijske igre.(Si b'la tam?, R e f e r e n d u m).
Peršak se v svojih delih spopada z resnico časa v katerem živi in položajem navadnih ljudi v času velikih političnih sprememb v Sloveniji. Kot publicist je objavil preko 100 kritik, člankov in razmišljanj o slovenski kulturi in literaturi kot so npr.: Pogovor z režiserji (1978, Med stvarnostjo in domišljijo (1982). Angažiral pa se je tudi v politični publicistiki – zbornik Slovenci, Jugoslavija in slovenska kultura.

## Poslanec
Leta 1992 je bil izvoljen v 1. državni zbor Republike Slovenije; v tem mandatu je bil član naslednjih delovnih teles:
- Komisija za evropske zadeve,
- Komisija za poslovnik,
- Komisija za lokalno samoupravo,
- Odbor za infrastrukturo in okolje,
- Odbor za kulturo, šolstvo in šport,
- Odbor za nadzor proračuna in drugih javnih financ (od 26. maja 1994),
- Odbor za notranjo politiko in pravosodje (od 6. oktobra 1994,
- Odbor za zdravstvo, delo, družino in socialno politiko (do 29. oktobra 1993),
- Preiskovalna komisija o sumu zlorabe javnih pooblastil v poslovanju podjetij HIT d.o.o., Nova Gorica, Elan, Slovenske železarne, banke, ki so v sanacijskem postopku pri dodelitvi koncesij za uvoz sladkorja tudi za potrebe državnih rezerv in
- Preiskovalna komisija o politični odgovornosti posameznih nosilcev javnih funkcij za aretacijo, obsodbe ter izvršitev obsodb proti Janezu Janši, Ivanu Borštnerju, Davidu Tasiču in Franciju Zavrlu.